# David Ramírez (football, 1981)
Pour les articles homonymes, voir David Ramirez.
David Ramirez est un footballeur international argentin, né le 18 février 1981 à Ramallo. Il joue la majorité de sa carrière dans son pays natal au poste de milieu de terrain.

## Palmarès
- Avec Olimpo  :
  - Vainqueur du tournoi d'ouverture du championnat d'Argentine D2 en 2006

- Avec Vélez Sarsfield : 
  - Vainqueur du Tournoi de clôture du championnat d'Argentine en 2011

- Avec Godoy Cruz :
  - Vice-champion d'Argentine D2 en 2008

- Avec  Colon :
  - Vainqueur de la zone A du championnat d'Argentine D2 en 2014